# Teoman Alibegović
Teoman Alibegović (* 11. Januar 1967 in Zenica, SFR Jugoslawien) ist ein ehemaliger slowenischer Basketballspieler. Er ist bosnischer Abstammung.

## Werdegang
Mit der Auswahl Jugoslawiens wurde er 1986 in Österreich Junioren-Europameister, 1987 wurde er Junioren-Weltmeister. Auf Vereinsebene war er Spieler von Cantera Ljubljana. Er ging 1988 in die Vereinigten Staaten und studierte bis 1991 an der Oregon State University. Mit 18,1 Punkten je Begegnung war er in der Saison 1990/91 mannschaftsintern führend. Er spielte an der Oregon State University an der Seite Gary Paytons.
Der 2,05 Meter große Flügelspieler versuchte sich zunächst in der US-Liga Continental Basketball Association (CBA), bestritt in der Saison 1991/92 32 Spiele für die Yakama Sun Kings (8,8 Punkte im Schnitt). Im Laufe der Saison heuerte er bei Mangiaebevi Bologna in Italien an. Nach einem Einsatz in der Saison 91/92 kam er für den Erstligisten in der Folgesaison auf 21,3 Punkte je Begegnung. 1993 wechselte Alibegović zu Alba Berlin in die deutsche Basketball-Bundesliga. Bis 1996 war der Flügelspieler in jedem seiner drei Spieljahre in der Bundesliga bester Korbschütze der Berliner. 1993/94 brachte er es in der Bundesliga auf 19,1 Punkte je Begegnung, 1994/95 waren es 20,6 und 1995/96 20,7. Er war eine der Hauptpersonen des Berliner Europapokalsieges 1995: Alibegović erzielte während der Korać-Cup-Saison 1994/95 22,7 Punkte pro Partie, in den beiden Endspielen (Hin- und Rückspiel) gegen Mailand verbuchte er 21 beziehungsweise 34 Punkte. Angesichts seines Weggangs aus Berlin sprach er später von der „schlimmsten Entscheidung seines Lebens“. Eigenem Empfinden nach war Alibegović seinerzeit auf seiner Position europaweit der beste Spieler und hätte nach einem weiteren Jahre in Berlin zu Großklubs nach Spanien oder Griechenland wechseln können.
Zu Beginn des Spieljahres 1996/97 stand Alibegović bei Ülker Istanbul unter Vertrag. Im Dezember 1996 schloss er sich Genertel Triest in Italien an. Bis zum Saisonende 96/97 verbuchte er in der Serie A einen Schnitt von 21,9 Punkten pro Partie. Er verstärkte im Spieljahr 1997/98 den spanischen Erstligisten Cáceres CB (13,6 Punkte/Spiel). Alibegović ging nach Italien zurück, stand 1998/99 wieder in Triest und von 1999 bis 2002 bei Snaidero Udine unter Vertrag. Seine besten Punktwerte in Udine erreichte er 2000/01 mit 18,4 pro Begegnung. In seinem letzten Spieljahr als Berufsbasketballspieler verstärkte er Ionikos Nea Filadelfia in Griechenland.
Er nahm mit Slowenien an den Europameisterschaften 1993, 1995 und 1997 teil. Bei den Turnieren 1993 (17 Punkte/Spiel) und 1995 (20,2 Punkte/Spiel) war er bester Korbschütze der Mannschaft.
Zwischen 2003 und 2005 betreute Alibegović Snaidero Udine als Cheftrainer, in der Saison 2005/06 war er als Manager von Fortitudo Bologna und von Dezember 2006 bis Mitte November 2007 als Cheftrainer von Scafati Basket tätig. Bei Scafati hatte er im Spieljahr 2006/07 eine Bilanz von elf Siegen und elf Niederlagen. Nach nur drei Siegen aus neun Partien in der Saison 2007/08 wurde er abgelöst.
Seine Söhne Amar, Mirza und Denis schlugen ebenfalls Laufbahnen im Leistungsbasketball ein. Er ist mit der Tochter des früheren Fußballtorhüters Refik Muftić verheiratet. Der Basketballspieler Luka Garza ist Alibegovićs Neffe.

## Vereine

### Als Spieler
| Zeitraum  | Verein                         | Land               |
|           | Cantera Ljubljana              | Slowenien          |
| 1988–1991 | Oregon State University (NCAA) | Vereinigte Staaten |
| 1991      | Yakima Sun Kings (CBA)         | Vereinigte Staaten |
| 1991–1993 | Mangiaebevi Bologna            | Italien            |
| 1993–1996 | Alba Berlin                    | Deutschland        |
| 1996      | Ülker Istanbul                 | Türkei             |
| 1997      | Genertel Triest                | Italien            |
| 1997–1998 | Cáceres CB                     | Spanien            |
| 1998–1999 | Lineltex Triest                | Italien            |
| 1999–2002 | Snaidero Udine                 | Italien            |
| 2002–2003 | Ionikos Nea Filadelfia         | Griechenland       |

### Als Trainer/Manager
| Zeitraum  | Verein            | Funktion | Land    |
| 2003–2005 | Snaidero Udine    | Trainer  | Italien |
| 2005/06   | Fortitudo Bologna | Manager  | Italien |
| 2006–2007 | Scafati Basket    | Trainer  | Italien |

## Erfolge
- Junioren-Europameister mit Jugoslawien (1986)
- Junioren-Weltmeister mit Jugoslawien (1987)
- Jugoslawischer und Slowenischer Nationalspieler
- Basketballer des Jahres (Deutschland, 1993)
- Europäischer All Star (1995)
- Korać-Cup-Gewinner mit Alba-Berlin (1995)
- BBL All-Star Game (1994–96, MVP 1996)